# Olivier Tia
Olivier Tia Tokbé (Yamoussoukro, 22 dicembre 1982) è un ex calciatore ivoriano, di ruolo attaccante.

## Palmarès

### Club

#### Competizioni internazionali
- Coppa dei Campioni del Golfo: 1

Al-Ahli: 2008